# جنبش سپتامان
جنبش سپتامان نام جنبشی است که از سال ۳۲۹ تا ۳۲۷ پیش از میلاد در برابر حملهٔ اسکندر مقدونی به ایران به مقاومت پرداخت.
با حملهٔ اسکندر مقدونی به ایران، و قتل داریوش سوم هخامنشی، دوران دودمان هخامنشیان به پایان رسید، اما اسکندر در ادامهٔ حرکت خود به سمت شرق به ویژه در سغد و غرب در همه جا با مقاومت‌های سختی مواجه شد. یکی از سرداران جنگی داریوش سوم به نام سپتامان در راس جنبش همگانی مردم، بیش از دو سال در برابر مهاجم خارجی ایران مبارزه کرد.
در این ناحیه مردم به شکلی مکرر علیه ساتراپ‌های اسکندر قیام می‌کردند. هرچند که در نهایت نیروهای مجهز اسکندر توانستند به سرکوب این جنبش‌ها بپردازند، اما از این زمان به بعد بود که اسکندر به ناچار مجبور شد روش خشونت‌آمیز خود را تعدیل کند و با نرمش رفتار کند.